# アカーキ・チャチュア
アカーキ・チャチュア（グルジア語: აკაკი ჩაჩუა、グルジア語ラテン翻字: Akaki Chachua、1969年9月16日 - ）は、ジョージアのレスリング選手。2000年シドニーオリンピックレスリンググレコローマンスタイル63kg級の銅メダリストである。ジョージア西部のイメレティ地方サムトレディア出身。
チャチュアは、2004年アテネオリンピックにも出場しているが、予選で敗退している。

## 実績
- オリンピック
  - 2000年シドニーオリンピック　銅メダル
- ヨーロッパ選手権
  - 2位　1999年
  - 3位　1997年